# Червень 2024
Червень 2024 — шостий місяць 2024 року, що розпочався у суботу 1 червня та закінчився у неділю 30 червня.

## Свята та пам'ятні дні
- 7 червня — Свято Найсвятішого Серця Ісуса в Католицькій церкві.
- 13 червня — Вознесіння Господнє — велике релігійне свято, у християнстві вознесіння Ісуса Христа на небо, яке відбулося через 40 днів після Воскресіння.
- 16 червня, неділя — День батька (День тата).
- 20 червня, четвер — День літнього сонцестояння.
- 23 червня, неділя — День Святої Трійці. П'ятидесятниця; святковий день в Україні.
- 24 червня — понеділок після Дня Святої Трійці; вихідний день в Україні.
- 28 червня, середа — День Конституції України; святковий день в Україні.

## Події
- 1 червня
  - Футбольний клуб «Реал Мадрид» обіграв в фіналі Ліги чемпіонів УЄФА 2024 «Боруссію» (Дортмунд)[1]
- 3 червня
  - Клаудія Шейнбаум перемогла на виборах президента Мексики і стала першою жінкою-президентом країни[2]
- 4 червня
  - Через аномальну спеку[en] в Індії померло понад 50 осіб[3]
  - Південна Корея призупинить пханмунджомську угоду[en] із КНДР[4]
  - Правляча партія Нарендра Моді «Бхаратія Джаната Парті» не змогла отримати 272 місця, необхідні для завоювання абсолютної більшості в парламент[5]
  - Словенія визнала палестинську державу[6]
  - Посадковий модуль китайського зонда «Чан'е-6» із зібраними зразками місячного ґрунту успішно стартував зі зворотного боку Місяця. Прибуття зразків на Землю очікується приблизно 25 червня 2024 року[7]
- 5 червня
  - Космічний корабель Boeing Starliner здійснює свій перший політ з екіпажем, доставляючи двох астронавтів на Міжнародну космічну станцію[8]
  - Унаслідок штурму суданських Сил швидкого реагування(інші мови) на село Вад Ан-Нура(інші мови), Ель-Гезіра, вбито(інші мови) понад 100 жителів[9]
  - Поблизу чеського міста Пардубіце зіткнувся(інші мови) пасажирський поїзд «Прага — Кошице» з вантажний компанії RegioJet, унаслідок чого загинули 4 особи (2 словенці та 2 українці)[10]
  - Сергій Лавров нагороджений орденом Жеребця за заслуги перед Буркіна-Фасо[11]
- 6 червня
  - Виверження вулкана Канлаон на Філіппінах[12]
- 8 червня
  - Армія Ізраїлю завдає авіаудару та штурмує(інші мови) табір біженців Нусейрат(інші мови) в Секторі Гази, та рятує 4 полонених. За заявою ХАМАС, загинуло понад 200 осіб та ще понад 400 поранено[13][14]
- 9 червня
  - Після поразки партії президента Франції Емманюеля Макрона «Відродження» на виборах до Європейського парламенту Макрон розпускає Національну асамблею та призначає позачергові вибори на 30 червня та 7 липня[15]
  - Переможцями Відкритого чемпіонату Франції з тенісу стали Іга Свьонтек та Карлос Алькарас[16]
  - На консультативному референдумі громадяни Словенії підтримали легалізацію канабісу в медичних та рекреаційних цілях[17]
- 10 червня
  - Компанія Apple представила систему штучного інтелекту Apple Intelligence[18]
  - Віцепрезидент країни Малаві Саулос Чиліма, його дружина і ще вісім осіб загинули внаслідок падіння літака, на якому вони летіли на похорон колишнього генпрокурора[19]
  - Після 17 років тяганини суд США зобов'язав Chiquita Brands International у фінансування ультраправої воєнізованого формування Об'єднані сили самооборони Колумбії та виплатити компенсацію жертвам[20]
  - У Бразилії вирують стихійні пожежі[en], через які згоріло понад 32 000 гектарів тропічних водно-болотних угідь Пантаналу, що на 935 % більше за аналогічний період минулого року[21]
- 11 червня
  - Гантера Байдена Федеральний суд штату Делавер визнав винним у зберіганні вогнепальної зброї під впливом наркотиків[22]
  - Чотири головні ліві партії Франції домовилися створити «Новий народний фронт» для участі у позачергових виборах[23]
  - У горах Північної Осетії розбився літак Су-34 повітряно-космічних сил Росії[24]
- 12 червня
  - Після загибелі двох індійців, завербованих Росією для участі у війні, влада Індії закликає Кремль(інші мови) звільнити зі служби й повернути додому індійців, які служать у російській армії[25]
  - Міністерство культури Греції заявили про відкриття на місці будівництва аеропорту Кастелі(інші мови) на Криті великої мінойської архітектурної споруди(інші мови) епохи бронзового віку, яку використовували між 2000 та 1700 роками до н. е.[26]
- 13 червня
  - Володимир Зеленський та Джо Байден підписали двосторонню безпекову угоду між Україною та США[27]
  - Повстанці, пов'язані з ІДІЛ, нападають(інші мови) на поселення в регіоні Бені(інші мови) на сході ДР Конго та вбивають понад 40 осіб[28]
- 16 червня
  - У Швейцарії завершився дводенний Глобальний саміт миру за участі світових лідерів держав для досягнення всеосяжного, справедливого та міцного миру в Україні[29][30][31]
- 18 червня
  - Інциденти під час хаджу: У Саудівській Аравії понад 500 паломників загинули від спеки під час хаджу в Мекку[32]
  - У Шевченківському районі Києві стріляли у казахського журналіста-опозиціонера Айдоса Садикова[33]
- 19 червня
  - Nvidia обігнала Microsoft і стала найдорожчою компанією у світі[34]
- 20 червня
  - Канадський актор Дональд Сазерленд помер на 89-му році життя[35]
- 23 червня
  - У Дербенті та Махачкалі (обидва ці міста розташовані в Республіці Дагестан (Росія)) озброєні бойовики напали на православні храми та синагоги, за інформацією МВС, шестеро співробітників поліції в перестрілці з нападниками загинули, ще дванадцять — поранені, муфтіят Дагестану повідомляє про 9 загиблих та 25 постраждалих[36].
- 25 червня
  - Міжнародний кримінальний суд у Гаазі видав ордер на арешт Сергія Шойгу і Валерія Герасимова за підозрою в руйнуванні української енергосистеми[37]
  - Засновник WikiLeaks Джуліан Ассанж уклав угоду із США та вийшов із британської в'язниці[38]
  - Китайський зонд «Чан'е-6» вперше в історії людства доставив на Землю зразки грунту зі зворотного боку Місяця[39]
- 26 червня
  - У Болівії сталася спроба державного перевороту.[40]
- 27 червня
  - Президент України Володимир Зеленський підписав безпекову угоду з Євросоюзом, Естонією та Литвою[41]
- 30 червня
  - Фільм студії Pixar «Думками навиворіт 2» зібрав понад 1 мільярд доларів касових зборів, досягнувши цього результату всього за 3 тижні прокату, у найшвидший час серед усіх анімаційних фільмів в історії[42].